# Sumiainen (sjö)
Sumiainen är en avskiljd del av sjön Keitele i Finland. Den ligger i Äänekoski i landskapet Mellersta Finland, i den centrala delen av landet, 280 km norr om huvudstaden Helsingfors. Sumiainen ligger 84 meter över havet.